# Julián Garza
Julián Garza Arredondo (Los Ramones, Nuevo León, 19 de agosto de 1935- Guadalupe, Nuevo León, 16 de julio de 2013), más conocido por su seudónimo de El Viejo Paulino, fue un cantante, compositor y reconocido expositor del corrido y los géneros norteño y ranchero estadounidense.

## Inicios
Julián Garza Arredondo nació en la hacienda "El Porvenir" en Los Ramones, Nuevo León y creció en la villa de Guadalupe, Área Metropolitana de Monterrey. Su padre, José Luis Garza Leal, fue un albañil y su madre, María Guadalupe Arredondo Moya, ama de casa. Desde niño trabajó para ayudar en el hogar, a los siete años de edad comenzó a lustrar zapatos y compuso su primera rima: "Me aprendieron los sheriffes, al estilo americano, como era hombre de delito, me les fui como un marrano". Durante su juventud, Julián desempeñó diversos trabajos como el de cantinero, noriero, chófer de montacargas, encargado de tintorería y trailero, ocupación que le permitiría conocer gran parte de la República Mexicana. Se casó en 1957. Tuvo dos hijos y cuatro hijas. Durante la década de 1960, su creatividad y talento artístico comenzaron a manifestarse ya que dibujaba, pintaba y escribía letras musicales. Animado por uno de sus compañeros de trabajo a finales de esa década, comenzó a componer corridos. En 1972, comenzó a trabajar musicalmente con su hermano Luis Garza Arredondo, quien lo acompañaba en sus composiciones con la guitarra. Así surgió el regionalmente popular dueto Luis y Julián, mismo que estuvo vigente durante tres décadas. A pesar de las dificultades económicas y la falta oportunidades, en 1973 comenzaría su éxito comercial con una propuesta de grabación profesional de un disco de larga duración por parte de Arnaldo Ramírez de Discos Falcón en la ciudad de McAllen, Texas. La primera obra de Luis y Julián salió a la venta en ese mismo año por medio de la disquera texana Royal Co. International Inc., incluyendo temas como "Pistoleros famosos", "Las tres tumbas" y "El bayo cara blanca".

## Obra y legado
La obra musical de Julián Garza es extensa y cuenta con más de 150 corridos en su haber. Sus letras abarcan temas variados tales como:  contrabando, pobreza, sátira política, venganza, infidelidad, migración y muerte, entre otros. Sus temas han sido grabados por reconocidas personalidades de la música tales como Eugenia León, quien interpretó "La venganza de María" y Los Cadetes de Linares que grabaron "Las tres tumbas". A pesar de ser un personaje reconocido en el noreste de México, en especial en su natal Nuevo León, incursionó sin mayor éxito en el cine, la política, el teatro y la televisión.
Se hizo merecedor de varios reconocimientos en vida, entre ellos uno en el Museo de Historia Mexicana de Monterrey, acompañado de amigos, familiares y personalidades tales como Martin Urieta y Catarino Leos. El maestro Armando Manzanero se hizo presente vía telefónica. En el Auditorio del Museo reconocieron sus 40 años de carrera profesional, la cual ha quedado marcada para la historia regional de Nuevo León.
A pesar de haber fallecido en el año 2013 y haber gozado de notoriedad en las décadas de 1980, 1990 y 2000, en la actualidad Julián Garza se ha vuelto popular en redes sociales entre la denominada generación Z de jóvenes, debido a su actitud políticamente incorrecta, carisma, machismo y altanería.

### Discografía
- Pistoleros Famosos (1978)
- Luis y Julián (1994)
- 15 Corridos (1994)
- Aquí te quedas (1994)
- Serenata (1995)
- Estrellas de plata (1995)
- Cuando más tranquila te halles (1995)
- Tus desprecios (1995)
- Con banda (1995)
- Fuga de Sinaloa (1995)
- Que chulo se ve el jacal (1995)
- Toros del corrido (1995)
- Se están robando el marrano (1995)
- A las damas también les gustan los corridos (1996)
- Cariño de oro (1997)
- Era ca... el viejo (1999)
- Regalo Caro (2001)
- El hijo del viejo (2000)
- De 1era, 2.ª y 3era (2000)
- Ca... a la griega (2001)
- Los reyes del corrido (2001)
- Los amos del corrido (2001)
- Puro norte (2002)
- Sin censura (2002)
- Los hechos hablan (2002)
- El desquite (2002)
- Se mamó el becerro (2002)
- Corridos pegaditos (2002)
- Corridos matones (2003)
- Boleros de lujo (2003)
- Norteño a la mexicana (2003)
- Rancheras de lujo (2003)
- Cantares y corridos (2004)
- Con brandy, sotol y tequila (2004)
- La más cab... (2004)
- La más más (2004)
- Corridos de rompe y rasga (2004)
- Luis y Julián [2005] (2005)
- Del norte al mundo: en vivo (2006)
- Se les peló Baltazar y muchos éxitos más (2007)
- Corridos pesados (2007)
- Para corridos: Luis y Julián (2008)
- Misa de cuerpo presente (2008)
- Tres piedritas (2008)
- Puros corridos (2008)
- Andamos borrachos todos (2008)
- Las más pegadas (2009)
- Corridos con banda y norteño, vol. 1 (2009)
- Rancheras, vol. 1 (2009)
- Homenaje a Luis Garza (2010)
- Consentidos de Nuevo León [2009] (2011)
- En vivo: desde Houston, Texas
- Corridos de doble fondo
- Corridos del puritito norte
- Serie 33
- La última y nos vamos (2012)

### Filmografía
- Asesino a Sueldo (1992)
- Las tres tumbas (1979)
- Pistoleros Famosos (1980)
- El criminal (1982)
- La venganza de María (1983)
- Agapito Treviño: el bandido del cañón del Huajuco (1995)
- Nomas las mujeres quedan (1985)
- La leyenda del manco (1987)
- Perro de cadena (2001)
- Era cabrón el viejo (2001)

## Fallecimiento
Julián Garza falleció la noche del martes 16 de julio de 2013 a los 77 años, en su domicilio de Ciudad Guadalupe, Nuevo León, víctima de cáncer pulmonar.